# Farinole
Farìnole (AFI: /faˈrinole/, in corso Ferringule) è un comune francese di 235 abitanti situato nel dipartimento dell'Alta Corsica nella regione della Corsica.
Nel 1911 coloni corsi provenienti dal paese di Farinole, fondarono il villaggio di Farino in Nuova Caledonia.

## Società

### Evoluzione demografica
Abitanti censiti